# 영창대군
영창대군(永昌大君, 1606년 4월 12일(음력 3월 6일) ~ 1614년 3월 19일(음력 2월 10일))은 조선 중기의 왕자로, 조선 제 14대 왕 선조와 그의 계비 인목왕후의 아들이다. 또한 영창대군의 성은 이(李)이며, 이름은 의(㼁)이며, 영창대군의 본관은 전주(全州)이다. 그리고 선조에게는 적자와 서자를 합해 총 14명의 아들이 있었는데, 그 중 영창대군은 선조가 55세 때 얻은 유일한 적자였다. 이 때문에 영의정인 소북의 류영경 등은 한때 영창대군을 왕세자로 추대하려 했고, 이는 광해군 집권 후에 그가 억울하게 처형당하는 원인이 되었다.
1623년 인조반정 후 복권되었고, 이복 형 경창군의 넷째 아들 창성군을 사후양자로 지명하여 가계를 이어갔다.

## 생애
1606년 4월 12일(음력 3월 6일)에 선조와 인목왕후 소생 유일한 적장자로 태어나 1614년 3월 19일(음력 2월 10일)에 강화 유배지에서 사망했다. 방계승통에다가 서출이라는 점을 의식하던 선조는 이미 세자로 책봉한 광해군을 싫어하여 유영경 및 몇몇 신하들과 영창대군의 세자책봉을 몰래 의논하였다. 임진왜란으로 세자 권정례 없이 광해군을 세자로 책봉했던 선조는 그가 태어나자, 세자를 바꿀 계획을 세우기도 했으나 무산되었다. 한편 선조는 갑작스러운 죽음에 대비해, 그를 보호하려고 특별히 한준겸 등 7명에게 영창대군의 뒤를 부탁하였다. 이를 유교칠신(遺敎七臣)이라 부른다. 이를 간파한 이이첨, 정인홍 등은 세자를 바꿔서는 안된다고 주장하다 사실무근한 소문을 퍼뜨린다는 죄목으로 귀양가게 되었다. 귀양출발을 미루던 차에 선조가 갑자기 승하(1608년)하자 그 뒤를 이어 즉위한 광해군은 이들을 다시 등용하였다.
1611년(광해군 3년) 12월에 영창대군에 봉해졌다. 그러나 1613년 계축옥사가 일어나 대북 일파는 박응서 등에게 영창대군 추대 음모를 거짓으로 자백하게 하고 외할아버지 김제남이 반역죄로 사사되었으며, 영창대군도 폐서인(廢庶人)되어 강화도에 유배되었다. 그해 7월부터 11월까지 양사와 홍문관, 승정원 등이 번갈아가며 거듭 탄핵하였으나 광해군은 모두 거절하였다.
한편 곽재우, 기자헌, 이경석 등이 영창대군의 신구를 청하는 탄원서를 올렸으나 모두 묵살되었다. 1614년 이이첨 일파가 강화부사(江華府使) 정항(鄭沆)을 시켜 악의적으로 영창대군의 방에 불을 때게 하였고 음식도 끊었다. 영창대군은 뜨거운 바닥 위에 앉지도, 눕지도 못한 채 밤낮없이 창살을 부여잡고 울부짖다가 기운이 다해 죽었고 이이첨과 정항은 영창대군이 병으로 죽었다고 보고했다. 이때 영창대군의 나이 9세였다. 1623년의 인조반정으로 그해 3월 15일 영창대군은 관작이 복구되었다.

### 사후
시신은 1614년(광해군 6) 경기도 광주군 남한산성 아래(현 성남시 태평3동 근처)로 운구되어 매장하였다가, 광주군의 성남시 개발지역에 포함되어 1971년 8월 경기도 안성군 일죽면 고은리(현 안성시 일죽면 고은리 산24-5)에 이장되었다. 이장 과정에서 묘지명(墓誌銘) 등을 제대로 수습하지 못하고 매몰돼 있다가 1993년 성남시 태평3동 4911 골목길에서 도시가스 시설 배관공사 도중 다섯 조각으로 파손된 채 발견되었다. 사후 이복 형 경창군의 넷째 아들 창성군이 사후양자가 되어 가계를 이었다.
영창대군 묘지석은 1623년(인조 1)에 대리석으로 제작하였으며, 크기는 높이 107㎝, 너비76㎝, 두께 20㎝이다. 비문은 신흠(申欽)이 짓고, 글씨는 김천령(金千齡)의 서체로 썼으며, 해서로 썼다. 《영창대군묘》는 1983년 9월 19일 경기도의 기념물 제75호로 지정되었다.

## 논란

### 살해 방법 논란
광해군일기에 의하면 그는 당시 강화부사 정항(鄭沆)에 의해 온돌을 뜨겁게 달구어 증살시켰다고 되었으나, 인조실록에는 광해군의 밀명을 받은 별장 이정표(李廷彪)가 음식물에 잿물을 넣어 영창대군을 독살하였다고 기록하여, 그를 살해한 방법을 두고 논란의 여지가 있다.

### 전은설
당시 집권당 대북이 장악한 삼사와 승정원 등에서는 영창대군의 처벌을 계속 상소하였다. 그러나 남인 및 일부 소북, 서인은 처벌을 반대하였고, 사림은 배가 다른 이복형제이지만 계통상 모자, 형제지간의 의가 있다며 전은설(全恩說)을 주장하며 영창대군 처형을 반대하였다. 그밖에 나이 어린 유자(幼子)가 역모를 할 뜻이 있었겠느냐며 그를 비호하는 여론이 나타났다. 그러나 대북파의 계속된 상소로 그는 유배소에서 죽게 되었다.

## 가족 관계
- 아버지 : 선조(宣祖, 1552 ~ 1608)
- 어머니 : 인목왕후 김씨(仁穆王后 金氏, 1584 ~ 1632)
  - 누나 : 정명공주(貞明公主, 1603 ~ 1685)
  - 매부 : 영안위(永安尉) 홍주원(洪柱元, 1606 ~ 1672)
    - 양자 : 창성군 필 (昌城君 佖) → 이복형인 경창군의 4남[6]
- 외조부 : 김제남(1562 ~ 1613)

## 영창대군이 등장하는 작품

### 드라마
- 《서궁》(KBS, 1995년, 배우: 최강원)
- 《왕의 여자》(SBS, 2003년 ~ 2004년, 배우: 강산)
- 《왕의 얼굴》(KBS, 2014년 ~ 2015년, 배우: 설우형)
- 《화정》(MBC, 2015년, 배우: 전진서)

## 같이 보기
- 조선 왕 가계도
- 선조
- 광해군
- 김제남
- 인목왕후
- 인목대비 폐비 사건